# Räknäs
Räknäs är en småort i Värmdö kommun. Orten ligger på östra delen av Ormingelandet, strax öster om Aspviksträsk. Vid SCBs avgränsning 1990 och 2015 ingick även bebyggelsen i det som 2023 kom att bilda den separata småorten Räknäs södra. 
Vid den första avgränsningen år 1990 hade Räknäs en mycket större yta, 61 hektar, då med 99 invånare.